# Patrimoine en Isère
Le label Patrimoine en Isère est un label français créé par le Conseil départemental de l'Isère en 2007, pour « reconnaître les édifices dont la valeur patrimoniale présente un intérêt départemental », non protégés au titre de la loi sur les Monuments Historiques. 

## Fonctionnement
Par une convention, la collectivité départementale s'engage à conseiller et aider financièrement le propriétaire pour des travaux d'entretien et de restauration (les travaux subventionnables concernant uniquement la dimension patrimoniale et portant, sauf exception, sur les parties extérieures et visibles de l’édifice). Le propriétaire accepte en retour de lui soumettre ses projets de travaux et de valorisation, s'engageant en retour à ne pas dénaturer les édifices labellisés, à solliciter l’avis du Département pour tout projet de transformation ou de travaux, à solliciter la présence des équipes du Département lors de réunions de réflexion concernant des projets des travaux sur l'édifice, à autoriser l’usage public de photographies pour les documents d’information ou de communication émanant du Département, à informer le Département en cas de transfert de propriété et à autoriser une communication sur l'édifice labellisé, voire à favoriser si possible l'accès du public lors des Journées du Patrimoine.[réf. nécessaire]
La convention est conclue pour une durée d'un an, renouvelable par tacite reconduction. En cas de changement de propriétaire, le label n'est maintenu que par la signature d’une nouvelle convention. En cas de non-respect des engagements réciproques, la convention peut être résiliée par l'une ou l'autre des parties. En cas de réalisation de travaux dénaturants ou non respectueux des parties patrimoniales de l'édifice, sur le bâtiment ou à proximité, ou de l'obtention de la protection au titre de la loi de 1913 sur les Monuments Historiques faisant ainsi bénéficier à l'édifice d'une protection de degré supérieur, le Département se réserve le droit de retirer le label et de résilier la convention.[réf. nécessaire]

## Édifices labellisés
Entre 2007 et 2010, 50 édifices obtiennent le label. Neuf autres édifices obtiennent le label en 2011. En 2024, ce sont cent neuf bâtiments qui sont labellisés patrimoine en Isère.
| Monument                                                                                             | Commune                       | Adresse                                                     | Coordonnées                      | Notice | Protection | Date | Illustration                                                                                         |
| --- | ----------------------------- | ----------------------------------------------------------- | -------------------------------- | ------ | ---------- | ---- | --- |
| Château d'Ars                                                                                        | Avignonet                     | Route du château                                            | 44° 58′ 13″ nord, 5° 40′ 46″ est |        |            |      | Château d'Ars                                                                                        |
| Ancienne brasserie rue Pontcottier                                                                   | Bourgoin-Jallieu              | Rue Pontcottier                                             | 45° 35′ 06″ nord, 5° 16′ 52″ est |        |            |      | Image manquante Téléverser                                                                           |
| Appartement art déco de Bourgoin-Jallieu                                                             | Bourgoin-Jallieu              | 2, rue de la République                                     | 45° 35′ 07″ nord, 5° 16′ 39″ est |        |            |      | Appartement art déco de Bourgoin-Jallieu                                                             |
| Chapelle des Angonnes                                                                                | Brié-et-Angonnes              |                                                             | 45° 08′ 22″ nord, 5° 46′ 40″ est |        |            |      | Chapelle des Angonnes                                                                                |
| Maison de maître                                                                                     | Charancieu                    |                                                             | 45° 31′ 34″ nord, 5° 34′ 53″ est |        |            |      | Image manquante Téléverser                                                                           |
| Ferme de la Combe                                                                                    | Châbons                       | 41, chemin de la Combe                                      | 45° 27′ 13″ nord, 5° 26′ 05″ est |        |            | 2011 | Image manquante Téléverser                                                                           |
| Château des Estournelles                                                                             | Chasse-sur-Rhône              | 985 montée des Estournelles                                 | 45° 34′ 32″ nord, 4° 49′ 04″ est |        |            |      | Château des Estournelles                                                                             |
| Demeure "la Devillière"                                                                              | Chuzelles                     | 474 montée de la Devillière                                 | 45° 33′ 56″ nord, 4° 52′ 56″ est |        |            |      | Image manquante Téléverser                                                                           |
| Domaine de Champ-levet                                                                               | Corbelin                      | Route de la Magnanerie                                      | 45° 36′ 42″ nord, 5° 31′ 59″ est |        |            |      | Image manquante Téléverser                                                                           |
| Ancien Hôpital du XVIIe siècle                                                                       | Corps                         | Rue de l'Hôpital                                            | 44° 49′ 09″ nord, 5° 56′ 47″ est |        |            |      | Image manquante Téléverser                                                                           |
| Chalet "la Magdeleine", au Rival                                                                     | La Côte-Saint-André           | 900, Départementale 519                                     | 45° 20′ 50″ nord, 5° 15′ 11″ est |        |            |      | Image manquante Téléverser                                                                           |
| Ancienne tuilerie                                                                                    | Doissin                       | 91 route de Montrevel                                       | 45° 29′ 47″ nord, 5° 24′ 41″ est |        |            |      | Image manquante Téléverser                                                                           |
| Ancienne mairie-école, Centre du Graphisme                                                           | Échirolles                    | 1 Place de la Libération                                    | 45° 08′ 32″ nord, 5° 43′ 04″ est |        |            |      | Ancienne mairie-école, Centre du Graphisme                                                           |
| Poste Ribollet                                                                                       | Entre-deux-Guiers             | Rue des écoles / rue de la Poste                            | 45° 25′ 59″ nord, 5° 45′ 17″ est |        |            |      | Image manquante Téléverser                                                                           |
| Grange de l'Épinay                                                                                   | La Ferrière                   | l'Epinay, D 525 A                                           | 45° 17′ 36″ nord, 6° 04′ 40″ est |        |            |      | Image manquante Téléverser                                                                           |
| Ancienne Cure                                                                                        | La Frette                     | chemin de l'Eglise                                          | 45° 23′ 36″ nord, 5° 21′ 30″ est |        |            |      | Image manquante Téléverser                                                                           |
| Atelier de fabrication de vitraux Berthier-Bessac                                                    | Grenoble                      | Rue Emile Gueymard / rue de l'Isère                         | 45° 11′ 31″ nord, 5° 42′ 55″ est |        |            | 2011 | Atelier de fabrication de vitraux Berthier-Bessac                                                    |
| Maison Bernard                                                                                       | Lalley                        | Route du Col de la Croix Haute                              | 44° 45′ 26″ nord, 5° 40′ 33″ est |        |            |      | Image manquante Téléverser                                                                           |
| Église Saint-Antoine de Livet                                                                        | Livet-et-Gavet                | Rue de l'église                                             | 45° 06′ 30″ nord, 5° 56′ 11″ est |        |            |      | Église Saint-Antoine de Livet                                                                        |
| Pavillon Keller                                                                                      | Livet-et-Gavet                | Route de l'Oisans                                           | 45° 06′ 25″ nord, 5° 55′ 58″ est |        |            |      | Pavillon Keller                                                                                      |
| Ferme du Thau                                                                                        | Mens                          | Route de La Mure, chemin de Villette                        | 44° 50′ 06″ nord, 5° 44′ 47″ est |        |            |      | Image manquante Téléverser                                                                           |
| Ancien prieuré                                                                                       | Moidieu-Détourbe              | Montée du prieuré                                           | 45° 30′ 48″ nord, 5° 01′ 05″ est |        |            | 2011 | Ancien prieuré                                                                                       |
| Bâtiment de captage                                                                                  | Monestier-de-Clermont         | Allée des Portes du Trièves                                 | 44° 54′ 46″ nord, 5° 37′ 43″ est |        |            |      | Bâtiment de captage                                                                                  |
| Ancienne église Sainte-Marie                                                                         | Montagne                      | Le village                                                  | 45° 08′ 58″ nord, 5° 11′ 42″ est |        |            |      | Ancienne église Sainte-Marie                                                                         |
| Ancienne mairie-École                                                                                | La Motte-Saint-Martin         | 1 Espace Jean Magnat - La Molière                           | 44° 57′ 01″ nord, 5° 43′ 04″ est |        |            |      | Image manquante Téléverser                                                                           |
| Château de Bocsozel                                                                                  | Le Mottier                    | Bocsozel                                                    | 45° 25′ 09″ nord, 5° 18′ 21″ est |        |            |      | Château de Bocsozel                                                                                  |
| Halle                                                                                                | La Mure                       | Grande Rue                                                  | 44° 54′ 18″ nord, 5° 47′ 06″ est |        |            |      | Halle                                                                                                |
| Chapelle Notre-Dame de Vermelle, ancienne église Saint-Blaise                                        | Nivolas-Vermelle              | Rue de Vermelle                                             | 45° 33′ 15″ nord, 5° 18′ 00″ est |        |            |      | Chapelle Notre-Dame de Vermelle, ancienne église Saint-Blaise                                        |
| Chapelle Saint François de Boussieu                                                                  | Nivolas-Vermelle              | 483 Rue de Boussieu                                         | 45° 34′ 38″ nord, 5° 18′ 15″ est |        |            |      | Image manquante Téléverser                                                                           |
| Église Saint-Pierre                                                                                  | Oris-en-Rattier               | Chemin des Ermants                                          | 44° 55′ 14″ nord, 5° 52′ 14″ est |        |            |      | Église Saint-Pierre                                                                                  |
| Château de Plan                                                                                      | Plan                          | 107 rue du Clos du Château                                  | 45° 18′ 49″ nord, 5° 23′ 40″ est |        |            |      | Château de Plan                                                                                      |
| Chevalement du site minier des Rioux                                                                 | Prunières                     | Montée des Rioux                                            | 44° 53′ 46″ nord, 5° 45′ 32″ est |        |            |      | Chevalement du site minier des Rioux                                                                 |
| Église Saint-Pierre de Renage                                                                        | Renage                        | Rue de la République                                        | 45° 20′ 02″ nord, 5° 29′ 03″ est |        |            |      | Église Saint-Pierre de Renage                                                                        |
| Chapelle Blanchet dite Chapelle des Papeteries                                                       | Rives                         | Route de l'Étang                                            | 45° 21′ 05″ nord, 5° 30′ 39″ est |        |            |      | Chapelle Blanchet dite Chapelle des Papeteries                                                       |
| Poterie des Chals                                                                                    | Roussillon                    | 100 montée des Chals                                        | 45° 21′ 55″ nord, 4° 49′ 21″ est |        |            |      | Image manquante Téléverser                                                                           |
| Calvaire Notre-Dame-de-Bonne-Conduite                                                                | Ruy-Montceau                  | Chemin de la Chapelle                                       | 45° 35′ 32″ nord, 5° 21′ 50″ est |        |            |      | Image manquante Téléverser                                                                           |
| Domaine de Moly-Sabata                                                                               | Sablons                       | 1. rue Molly-Sabata                                         | 45° 18′ 42″ nord, 4° 46′ 54″ est |        |            | 2011 | Domaine de Moly-Sabata                                                                               |
| Maison Minsac                                                                                        | Saint-Chef                    | 380, côte du Merlan                                         | 45° 38′ 05″ nord, 5° 22′ 45″ est |        |            |      | Image manquante Téléverser                                                                           |
| Cimetière                                                                                            | Saint-Christophe-en-Oisans    |                                                             | 44° 57′ 27″ nord, 6° 10′ 35″ est |        |            |      | Image manquante Téléverser                                                                           |
| Maison Blanche                                                                                       | Saint-Didier-de-la-Tour       | 55 Route de Marlieu                                         | 45° 33′ 06″ nord, 5° 28′ 36″ est |        |            |      | Image manquante Téléverser                                                                           |
| Maison forte de Fassion                                                                              | Saint-Étienne-de-Saint-Geoirs | 8/10 rue du Château                                         | 45° 20′ 16″ nord, 5° 20′ 42″ est |        |            | 2011 | Maison forte de Fassion                                                                              |
| Ancienne piscine                                                                                     | Saint-Marcellin               | Route de Saint-Vérand                                       | 45° 09′ 29″ nord, 5° 19′ 18″ est |        |            |      | Image manquante Téléverser                                                                           |
| Couvent de la Délivrande                                                                             | Saint-Martin-d'Hères          | 20, rue André Chenier                                       | 45° 11′ 03″ nord, 5° 44′ 58″ est |        |            |      | Couvent de la Délivrande                                                                             |
| Église                                                                                               | Saint-Paul-d'Izeaux           | Route de Saint-PAUL (D73b)                                  | 45° 18′ 59″ nord, 5° 25′ 47″ est |        |            |      | Église                                                                                               |
| Four à griller le minerai                                                                            | Crêts en Belledonne           |                                                             | 45° 22′ 26″ nord, 6° 03′ 18″ est |        |            |      | Four à griller le minerai                                                                            |
| château du Gouvernement ou château de Saint-Pierre ou Château-Neuf d'Entremont, dit aussi de Montbel | Saint-Pierre-d'Entremont      |                                                             | 45° 26′ 00″ nord, 5° 52′ 31″ est |        |            |      | château du Gouvernement ou château de Saint-Pierre ou Château-Neuf d'Entremont, dit aussi de Montbel |
| Motte du Relong                                                                                      | Saint-Quentin-Fallavier       | chemin du Relong                                            | 45° 37′ 41″ nord, 5° 07′ 38″ est |        |            |      | Image manquante Téléverser                                                                           |
| Maison forte de Peythieu                                                                             | Saint-Savin                   | 190, Chemin du Mollard                                      | 45° 36′ 59″ nord, 5° 19′ 00″ est |        |            |      | Image manquante Téléverser                                                                           |
| Château de Vallin                                                                                    | Saint-Victor-de-Cessieu       | 923 chemin de Vallin                                        | 45° 31′ 56″ nord, 5° 23′ 12″ est |        |            |      | Château de Vallin                                                                                    |
| Manufacture de Saint-Chamond                                                                         | La Sône                       | Rue de l'ancien pont                                        | 45° 06′ 37″ nord, 5° 16′ 36″ est |        |            |      | Image manquante Téléverser                                                                           |
| Site minier du Villaret                                                                              | Susville                      | Route du Chevalement                                        | 44° 55′ 28″ nord, 5° 46′ 46″ est |        |            |      | Site minier du Villaret                                                                              |
| Maison forte de la Frette                                                                            | Le Touvet                     | Montée du Baron des Adrets                                  | 45° 20′ 28″ nord, 5° 56′ 18″ est |        |            |      | Maison forte de la Frette                                                                            |
| Maison forte de la Bayette                                                                           | Le Touvet                     | Route de Sant-Hilaire / chemin de la Bayette                | 45° 21′ 28″ nord, 5° 56′ 49″ est |        |            | 2011 | Image manquante Téléverser                                                                           |
| Villa Brise des Neiges                                                                               | La Tronche                    | 67 Grande Rue                                               | 45° 12′ 23″ nord, 5° 44′ 32″ est |        |            | 2011 | Image manquante Téléverser                                                                           |
| Église Saint-Pierre                                                                                  | La Valette                    | Route de l'église                                           | 44° 56′ 32″ nord, 5° 51′ 21″ est |        |            |      | Image manquante Téléverser                                                                           |
| Chapelle Sainte-Anne                                                                                 | Valjouffrey                   |                                                             | 44° 52′ 06″ nord, 6° 05′ 29″ est |        |            |      | Image manquante Téléverser                                                                           |
| Scierie et centrale des Ségoins                                                                      | Valjouffrey                   | Route de Pres-Clos (D 117)                                  | 44° 52′ 19″ nord, 6° 01′ 39″ est |        |            |      | Image manquante Téléverser                                                                           |
| Château de Varacieux                                                                                 | Varacieux                     | Impasse du Château, route des Chambarands                   | 45° 14′ 02″ nord, 5° 20′ 07″ est |        |            |      | Image manquante Téléverser                                                                           |
| Église Saint-Christophe                                                                              | Venon                         | chemin de l'Achard                                          | 45° 10′ 21″ nord, 5° 48′ 15″ est |        |            |      | Église Saint-Christophe                                                                              |
| Cenotaphe de Mme Bergès                                                                              | Villard-Bonnot                | Cimetière de Villard-Bonnot, 20 Boulevard Jules Ferry       | 45° 14′ 30″ nord, 5° 53′ 25″ est |        |            |      | Cenotaphe de Mme Bergès                                                                              |
| La Soleillette                                                                                       | Villard-de-Lans               | 0116 chemin de la Fauge                                     | 45° 04′ 01″ nord, 5° 33′ 34″ est |        |            |      | Image manquante Téléverser                                                                           |
| Pavillon des quatre vents                                                                            | Villefontaine                 |                                                             | 45° 36′ 27″ nord, 5° 10′ 47″ est |        |            |      | Pavillon des quatre vents                                                                            |
| Commanderie de Montiracle                                                                            | Villemoirieu                  | Commanderie de Montiracle, 38460 Villemoirieu               | 45° 43′ 17″ nord, 5° 13′ 54″ est |        |            |      | Commanderie de Montiracle                                                                            |
| Ancienne église Saint-Martin et son cimetière                                                        | Villette-d'Anthon             | Ancienne église, rue des Bruyères                           | 45° 48′ 00″ nord, 5° 07′ 19″ est |        |            |      | Ancienne église Saint-Martin et son cimetière                                                        |
| Chapelle de Grolée                                                                                   | Viriville                     | Rue de la chapelle                                          | 45° 18′ 57″ nord, 5° 12′ 06″ est |        |            |      | Image manquante Téléverser                                                                           |
| Prieuré Saint-Robert                                                                                 | Viriville                     | Avenue du Docteur Turc                                      | 45° 19′ 04″ nord, 5° 12′ 18″ est |        |            |      | Image manquante Téléverser                                                                           |
| Maison forte de la Veyrie                                                                            | Bernin                        | Chemin de la Veyrie                                         | 45° 15′ 29″ nord, 5° 51′ 44″ est |        |            | 2015 | Maison forte de la Veyrie                                                                            |
| Château de Givray de Saint-Maurice-l'Exil                                                            | Saint-Maurice-l'Exil          | Rue des sources                                             | 45° 23′ 28″ nord, 4° 47′ 04″ est |        |            |      | Image manquante Téléverser                                                                           |
| Tuilerie Donnier-Valentin                                                                            | Saint-Joseph-de-Rivière       | Route des Tuileries                                         | 45° 23′ 00″ nord, 5° 41′ 22″ est |        |            |      | Image manquante Téléverser                                                                           |
| Grange-étable de l'Espinasse                                                                         | Entre-deux-Guiers             | Route de Berland, allée du Mas                              | 45° 24′ 18″ nord, 5° 45′ 31″ est |        |            |      | Image manquante Téléverser                                                                           |
| Église Saint-Pierre des Abrets en Dauphiné                                                           | Les Abrets en Dauphiné        | Impasse du Recoin                                           | 45° 30′ 37″ nord, 5° 36′ 00″ est |        |            |      | Image manquante Téléverser                                                                           |
| Tour d'Étapes                                                                                        | Le Versoud                    | 309, rue des Deymes                                         | 45° 12′ 38″ nord, 5° 51′ 34″ est |        |            |      | Image manquante Téléverser                                                                           |
| Maison natale et Atelier mécanique de François Guiguet                                               | Corbelin                      | Avenue des Frères Guiguet                                   | 45° 36′ 46″ nord, 5° 32′ 17″ est |        |            |      | Image manquante Téléverser                                                                           |
| Château d'Armanais                                                                                   | Ornacieux-Balbins             | 535 route d'Armanet                                         | 45° 23′ 37″ nord, 5° 13′ 02″ est |        |            |      | Château d'Armanais                                                                                   |
| Église orthodoxe Russe de la Résurrection de Grenoble                                                | Grenoble                      | 5, avenue de Vizille                                        | 45° 11′ 04″ nord, 5° 43′ 02″ est |        |            |      | Image manquante Téléverser                                                                           |
| Église Saint-Valère                                                                                  | Rives                         | Place de l'église                                           | 45° 21′ 08″ nord, 5° 30′ 09″ est |        |            |      | Église Saint-Valère                                                                                  |
| Chapelle Saint-Maxime de Chuzelles                                                                   | Chuzelles                     | 201 Chemin de la Chapelle                                   | 45° 33′ 26″ nord, 4° 52′ 39″ est |        |            |      | Chapelle Saint-Maxime de Chuzelles                                                                   |
| Chemin des vieux pavés de Reventin-Vaugris                                                           | Reventin-Vaugris              | Les vieux pavés                                             | 45° 28′ 51″ nord, 4° 49′ 45″ est |        |            |      | Image manquante Téléverser                                                                           |
| Anciens ateliers Chabrand et Liard                                                                   | La Tour-du-Pin                | Rue d'Italie                                                | 45° 33′ 47″ nord, 5° 26′ 44″ est |        |            |      | Image manquante Téléverser                                                                           |
| Maison Chantabot                                                                                     | Saint-Michel-de-Saint-Geoirs  | Chemin des Arêtes, lieu-dit "Chantabot"                     | 45° 17′ 50″ nord, 5° 21′ 45″ est |        |            |      | Image manquante Téléverser                                                                           |
| Fontaine - statue "L'électricité éclairant Les Abrets"                                               | Les Abrets en Dauphiné        | Place de la République                                      | 45° 32′ 15″ nord, 5° 35′ 07″ est |        |            |      | Fontaine - statue "L'électricité éclairant Les Abrets"                                               |
| Ancienne maison Robert, actuelle mairie                                                              | Izeron                        | 150 Grande Rue                                              | 45° 08′ 50″ nord, 5° 22′ 30″ est |        |            |      | Image manquante Téléverser                                                                           |
| Chapelle du domaine de l'Erigny                                                                      | Moirans                       | Route de l'Erigny                                           | 45° 19′ 48″ nord, 5° 33′ 10″ est |        |            |      | Image manquante Téléverser                                                                           |
| Villa Bellen, Médiathèque                                                                            | Chimilin                      | 143 rue du centre                                           | 45° 34′ 34″ nord, 5° 36′ 09″ est |        |            |      | Image manquante Téléverser                                                                           |
| Groupe Scolaire Thevenon                                                                             | La Tour-du-Pin                | Place Albert Thevenon                                       | 45° 34′ 00″ nord, 5° 26′ 44″ est |        |            |      | Image manquante Téléverser                                                                           |
| Église Notre-Dame-des-Neiges de L'Alpe d'Huez                                                        | Alpe d'Huez                   | 77 chemin de la Chapelle                                    | 45° 05′ 23″ nord, 6° 04′ 06″ est |        |            |      | Église Notre-Dame-des-Neiges de L'Alpe d'Huez                                                        |
| Ancien presbytère de Val-de-Virieu                                                                   | Val-de-Virieu                 | Rue Carnot                                                  | 45° 29′ 05″ nord, 5° 28′ 34″ est |        |            |      | Image manquante Téléverser                                                                           |
| La Chapelle Bon Rencontre                                                                            | Notre-Dame-de-l'Osier         |                                                             | 45° 14′ 07″ nord, 5° 24′ 13″ est |        |            |      | La Chapelle Bon Rencontre                                                                            |
| Chapelle Saint-Hugon de Châtonnay                                                                    | Châtonnay                     | Chemin de Saint-Hugon                                       | 45° 28′ 25″ nord, 5° 10′ 11″ est |        |            |      | Image manquante Téléverser                                                                           |
| Basilique de Notre-Dame de l'Osier                                                                   | Notre-Dame-de-l'Osier         | 9, rue des Oblats                                           | 45° 14′ 18″ nord, 5° 24′ 21″ est |        |            |      | Basilique de Notre-Dame de l'Osier                                                                   |
| Maison forte de Courtenay                                                                            | Courtenay                     | Place de l'Eglise                                           | 45° 43′ 46″ nord, 5° 22′ 42″ est |        |            |      | Image manquante Téléverser                                                                           |
| Église Saint-Ours de La Frette                                                                       | La Frette                     | Chemin de l'église                                          | 45° 23′ 27″ nord, 5° 21′ 42″ est |        |            |      | Église Saint-Ours de La Frette                                                                       |
| Église Saint Jacques de Saint-Arey                                                                   | Saint-Arey                    | 540 Route de la Mairie                                      | 44° 52′ 18″ nord, 5° 44′ 02″ est |        |            |      | Église Saint Jacques de Saint-Arey                                                                   |
| Château de Montolivet                                                                                | Arandon-Passins               | 785 route du château                                        | 45° 41′ 02″ nord, 5° 25′ 22″ est |        |            |      | Château de Montolivet                                                                                |
| Chapelle saint-Paul de Beauvert                                                                      | Grenoble                      | 85 avenue Léon Blum, quartier Beauvert                      | 45° 09′ 52″ nord, 5° 43′ 06″ est |        |            |      | Image manquante Téléverser                                                                           |
| Haut-fourneau de Marcieu                                                                             | Saint-Vincent-de-Mercuze      | 369 rue Doudart de Lagrée                                   | 45° 23′ 01″ nord, 5° 57′ 16″ est |        |            |      | Image manquante Téléverser                                                                           |
| Demeure du Clos, dite aussi Pavillon Darcieux                                                        | Saint-Barthélemy              | Route de Beaurepaire                                        | 45° 20′ 31″ nord, 5° 04′ 03″ est |        |            |      | Image manquante Téléverser                                                                           |
| Vestiges du château de Viriville                                                                     | Viriville                     | 59 Avenue Dr Turc                                           | 45° 18′ 55″ nord, 5° 12′ 05″ est |        |            |      | Image manquante Téléverser                                                                           |
| Fort de Comboire                                                                                     | Claix                         | Rue de Comboire                                             | 45° 08′ 16″ nord, 5° 40′ 49″ est |        |            |      | Fort de Comboire                                                                                     |
| Église Sainte Madeleine de Vaulx-Milieu                                                              | Vaulx-Milieu                  | Place de l'Eglise                                           | 45° 36′ 42″ nord, 5° 10′ 55″ est |        |            |      | Église Sainte Madeleine de Vaulx-Milieu                                                              |
| Villa d'Yse (ou Mas de Louvat)                                                                       | Seyssins                      | 7, chemin des Gaveaux                                       | 45° 09′ 30″ nord, 5° 40′ 47″ est |        |            |      | Image manquante Téléverser                                                                           |
| Ancienne chapelle de la commanderie d'Échirolles                                                     | Échirolles                    | Impasse voisine de l'allée des Collines                     | 45° 08′ 28″ nord, 5° 43′ 49″ est |        |            |      | Image manquante Téléverser                                                                           |
| Ancienne usine Pétrequin                                                                             | Mens                          | 376 rue louis rippert                                       | 44° 49′ 04″ nord, 5° 45′ 23″ est |        |            |      | Image manquante Téléverser                                                                           |
| Église Saint Martin de Doissin                                                                       | Doissin                       | Chemin de l'église                                          | 45° 29′ 56″ nord, 5° 25′ 18″ est |        |            |      | Église Saint Martin de Doissin                                                                       |
| Hôtel de ville de Tullins                                                                            | Tullins                       | Clos des Chartreux                                          | 45° 17′ 52″ nord, 5° 28′ 58″ est |        |            |      | Image manquante Téléverser                                                                           |
| Chapelle Saint-Pierre de Saint-Jean-de-Bournay                                                       | Saint-Jean-de-Bournay         | 154 montée de la chapelle                                   | 45° 30′ 13″ nord, 5° 08′ 22″ est |        |            |      | Image manquante Téléverser                                                                           |
| Moulin et gruoir au lieu-dit "Saint Vincent"                                                         | Agnin                         | Lieu-dit Saint-Vincent                                      | 45° 19′ 24″ nord, 4° 52′ 29″ est |        |            |      | Image manquante Téléverser                                                                           |
| Château saint-Cierge                                                                                 | Saint-Étienne-de-Saint-Geoirs | Aveue du Docteur Louis Guyonnet, angle rue du Général Vinoy | 45° 20′ 21″ nord, 5° 20′ 40″ est |        |            |      | Image manquante Téléverser                                                                           |
| Église Saint-Pierre du Rondeau                                                                       | Grenoble                      | 108, Cours de la Libération et du Général de Gaulle         | 45° 10′ 10″ nord, 5° 42′ 43″ est |        |            |      | Image manquante Téléverser                                                                           |

## Édifices dé-labellisés
En 2011, deux édifices perdent leur label : l'église de Ponsonnas et l'usine-pensionnat de Nivolas-Vermelle. Cinq édifices, mentionnés précédemment, ne figurent plus sur la liste de 2024 : la ferme lieu-dit le grand Mollard de L'Isle-d'Abeau, la maison commune de Saint-Michel-de-Saint-Geoirs, la tournerie de Saint-Même à Saint-Pierre-d'Entremont, la chapelle de la Grande Fabrique à Renage et la chapelle du Maréchal Randon à Saint-Ismier. Ces derniers sont devenus Monuments Historiques, cette protection a remplacé le label Patrimoine en Isère.